# Pterygocythereis inexpectata
Pterygocythereis inexpectata är en kräftdjursart som först beskrevs av Blake 1933.  Pterygocythereis inexpectata ingår i släktet Pterygocythereis och familjen Trachyleberididae. Inga underarter finns listade i Catalogue of Life.